# Cholmogory
Cholmogory (rusky Холмого́ры) je vesnice (do roku 1925 město) v Archangelské oblasti Ruské federace. Leží na levé straně Severní Dviny zhruba 75 kilometrů jihovýchodně od Archangelska v blízkosti federální Cholmogorské dálnice (Moskva-Jaroslavl-Vologda-Archangelsk). Žije zde 3 394 obyvatel (2021).

## Etymologie

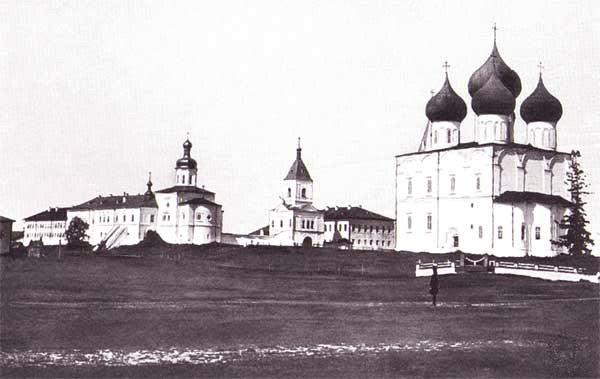
Historický pohled na klášter v Cholmogory

Existuje přibližně 10 hypotéz o původu jména Cholmogory. Nejpřesvědčivější z nich je ugrofinština: z „kolme maa“ (tři země – dva břehy Severní Dviny a ostrov mezi nimi). Podlé jiné verze název pochází z finského Kalmomäki, což znamená „hřbitovní kopec“.

## Dějiny

### Počátky
Nejstaršími obyvateli v oblasti byli Karelové a Samojedi. Prvními Slovany, kteří se do oblasti dostali, byli Pomorové z Vologdy.
Na začátku 12. století se na místě dnešní vesnice Cholmogory nacházela novgorodská obchodní osada „Ivani-Pogost“, poprvé zmíněná v listině novgorodského knížete Svjatoslava Olgoviče z roku 1138 o přijetí darů ze Zavoločí. Setkávali se zde slovanští a norští obchodníci.
První zmínka o vlastních Cholmogorech (původně Kolmogory a případně i Kolmogorsky) je obsažena v dopise moskevského velkoknížete Ivana I. Kality starostovi Kolmogory v roce 1335.
Na přelomu 14. a 15. století byla v Cholmogorech postavena novgorodská dřevěná pevnost a umístěna stálá vojenská posádka. Roku 1492 z cholmogorského přístavu vyplulo několik obchodních lodí naložených ruským obilím, aby ho prodaly v Dánsku. Na palubě jedné z lodí cestoval i vyslanec Ivana III. do Dánska, který o cestě zanechal zprávu, která je nejstarším dochovaným dokladem o vývozu ruského obilí na evropské trhy a o ruské obchodní flotile.
V roce 1553 zakotvila v cholmogorském přístavu loď Edward Bonaventure pod velením kapitána Richarda Chancellora, kterého vyslala londýnská Moskevská společnost, aby našel severní mořskou cestu do Číny. Chancellor byl uvítán nejen v Cholmogorech ale i v Moskvě a výsledkem obchodních jednání bylo, že Moskevská společnost získala monopol na obchod s Ruskem přes Cholmogory až do roku 1698. Jen několik let po zřízení anglické faktorie v osadě byly v Cholmogorech postaveny první anglické manufaktury na výrobu lan a zpracování konopí. Rozvíjela se zde stavba lodí; cholmogorské čluny převyšovaly svými námořními kvalitami a odolnostmi vůči krám lodi Evropanů. Na konci 16. století angličtí obchodníci v Cholmogorech vlastnily půdu a domy.
Roku 1613 byl postavený čtyřúhelníkový dřevěný Cholmogorský Kreml s pěti obrannými věžemi, který již téhož roku úspěšně odolal obléhání polsko-litevské armády. Cholmogorský Kreml byl postaven na špatném místě a do roku 1621 byl několikrát zaplaven povodněmi, proto bylo rozhodnuto o výstavbě nového mohutnějšího Kremlu na protějším vysokém břehu, kde se nacházel Kurcevský posad. Nový Kreml měl větší hradby a celkem 11 obranných věží. Roku 1723 vyhořel a již nebyl obnoven.

### Rozkvět Cholmogory
Na konci 17. století Cholmogory vzkvétaly a zažívaly své nejlepší období. V roce 1682 byla vytvořena cholomogorská diecéze a město se stalo sídlem arcibiskupství. Prvním arcibiskupem se stal Afanasij Ljubimov, který podporoval stavební výstavbu města. Byla postavena kamenná Katedrála Proměnění Spasitele se zvonicí, která byla depozitářem knih a zároveň městskou observatoří. Ve městě byl postaven také nový farní kostel a soubor několika biskupských domů.
Cholmogory se staly jedním z center ikonové malby. Vzniklo zde také unikátní cholmogorské vyřezávání kostí, které spojovalo tradice severoruské, středoruské, nizozemské, německé a tradice domorodého obyvatelstva na severu. Nejčastěji se používali kosti hospodářských zvířat (koně, krávy), ale také mroží kosti a mamutí kly, které byly nejvíce ceněny.
Roku 1702 bylo správní středisko ruského severu přesunuto z Cholmogor do Archangelsku a tím začal úpadek města. Je ale charakteristické, že se Archangelsk v prvních dobách nazýval Novocholmogorským městem.

### Úpadek města
V roce 1746 zde ve vyhnanství zemřela Anna Leopoldovna, která předtím vládla Rusku jako regentka svého syna Ivana VI. Antonoviče.
Roku 1762 byl arcibiskupský stolec přesunut z Cholmogor do Archangelsku, což vedlo k dalšímu vylidnění města.
V letech 1784–1922 byly Cholmogory okresním městem Archangelské provincie. Roku 1922 byly okresní úřady přesunuty do Jemecku a okres byl přejmenován na Jemecký okres. Roku 1925 Cholmogory přišly o městská práva a staly se vesnicí.
V letech 1920–22 existoval v Cholmogorech gulag v bývalém klášteře. Byli zde popravování především carští důstojníci, kronštadští námořníci ale také tisíce civilistů. Odhaduje se, že zde bylo popraveno přes 10 000 lidí. Celkový počet obětí není znám. Podle sovětského spisovatele Varlama Tichonoviče Šalamova byl cholmogorský tábor prvním koncentračním táborem na území SSSR.
Roku 1930 došlo k těžkému poškození katedrály Proměnění Spasitele, v následujících letech byla používána obyvateli města pro uskladnění brambor.

## Rodáci
- Fjodot Alexejev Popov (zemřel mezi lety 1648-1654), lovec a objevitel